# Jennifer Connelly
Jennifer Lynn Connelly (sinh ngày 12 tháng 12 năm 1970) là nữ diễn viên điện ảnh người Mỹ. Dù cô đã đóng phim từ thuở niên thiếu và nhận được chú ý qua các vai diễn trong phim Labyrinth hay Career Opportunities nhưng mãi đến năm 2000 cô mới nổi tiếng qua diễn xuất trong phim Requiem for a Dream. Năm 2001 cô được trao Giải Oscar nữ Diễn viên phụ hay nhất nhờ vai diễn trong phim A Beautiful Mind, cùng Giải Quả cầu vàng Golden Globe và Giải BAFTA cũng cho vai diễn trong phim này.

## Tiểu sử

### Thuở nhỏ
Connelly sinh tại Catskill Mountains, Bang New York. Cô là con của ông Gerard Connely chuyên buôn bán quần áo và bà Ilene làm nghề bán đồ cổ. Năm lên mười tuổi cô bắt đầu thực hiện quảng cáo trên các báo và tạp chí nhờ một người bạn của cha cô làm trong ngành quảng cáo giới thiệu, rồi sau đó cô chuyển sang lĩnh vực quảng cáo trên truyền hình. Những việc này giúp ích cô ít nhiều khi nhận vai diễn đầu tiên trong đời, một vai phụ trong phim Once Upon a Time in America quay năm 1982 khi cô mới 12 tuổi. Cô còn xuất hiện trong phim Phenomena (1985) của đạo diễn Dario Argento, và phim Seven Minutes in Heaven.

### Khởi đầu sự nghiệp
Connelly khởi đầu con đường trở thành một ngôi sao từ vai Sarah trong phim giả tưởng Labyrinth (1986). Cô lần lượt xuất hiện trong vài phim nhỏ như Etoile (1988), Some Girls (1988). Cô đóng phim The Hot Spot (1990) do Dennis Hopper đạo diễn nhưng phim này không thành công cả về nghệ thuật lẫn thương mại. 
Connelly học ngành Ngữ văn Anh tại Đại học Yale, sau đó hai năm cô chuyển sang học ở Đại học Stanford.
Năm 1991 cô tham gia một phim của hãng Disney có ngân sách lớn là The Rocketeer nhưng phim này thất bại.

### Bước đột phá vào thập niên 2000
Conelly có bước tiến quan trọng trong sự nghiệp khi cô xuất hiện cùng các diễn viên Jared Leto và Marlon Wayans trong phim Requiem for a Dream năm 2000 trong vai con nghiện heroin, và cũng chính phim này đã giúp cô được công nhận là một ngôi sao thực thụ. Năm 2001 cô vào vai Alicia Nash trong phim A Beautiful Mind; nhân vật này là vợ của nhà toán học bị tâm thần được Giải Nobel John Forbes Nash, Jr. do Russell Crowe thủ vai. Phim này rất thành công trên cả hai phương diện nghệ thuật và thương mại, và đã mang về cho Connelly nhiều giải thưởng danh giá trong đó có Giải Oscar cho Diễn viên phụ hay nhất.
Năm 2006, Connelly vào vai nhà báo Maddy Bowen trong phim Blood Diamond khá hay, nói về nạn buôn kim cương lậu và cảnh nội chiến tại Sierra Leone, châu Phi. Cô diễn chung với nam diễn viên Leonardo DiCaprio trong phim này đóng vai một tay buôn lậu kim cương tên Danny Archer.

### Đời sống riêng tư
Connelly là người ăn chay. Cô quen diễn viên Paul Bettany khi họ cùng đóng phim A Beautiful Mind, sau đó họ kết hôn. Họ đặt tên cho con trai sinh năm 2003 là Stellan, lấy theo tên của nam diễn viên Stellan Skarsgård.

## Các phim đã đóng
| Năm  | Tiêu đề                       | Vai                               | Ghi chú        |
| ---- | ----------------------------- | --------------------------------- | -------------- |
| 1984 | Once Upon a Time in America   | Deborah Gelly (young)             |                |
| 1985 | Phenomena                     | Jennifer Corvino                  |                |
| 1985 | Seven Minutes in Heaven       | Natalie Becker                    |                |
| 1986 | Labyrinth                     | Sarah Williams                    |                |
| 1988 | Some Girls                    | Gabriella d'Arc                   |                |
| 1989 | Etoile                        | Claire Hamilton / Natalie Horvath |                |
| 1990 | The Hot Spot                  | Gloria Harper                     |                |
| 1991 | Career Opportunities          | Joséphine "Josie" MacClellan      |                |
| 1991 | The Rocketeer                 | Jennifer "Jenny" Blake            |                |
| 1994 | Of Love and Shadows           | Irene                             |                |
| 1995 | Higher Learning               | Taryn                             |                |
| 1996 | Mulholland Falls              | Allison Pond                      |                |
| 1996 | Far Harbor                    | Ellie                             |                |
| 1997 | Inventing the Abbotts         | Eleanor Abbott                    |                |
| 1998 | Dark City                     | Emma Murdoch / Anna               |                |
| 2000 | Waking the Dead               | Sarah Williams                    |                |
| 2000 | Requiem for a Dream           | Marion Silver                     |                |
| 2000 | Pollock                       | Ruth Kligman                      |                |
| 2001 | Một tâm hồn đẹp               | Alicia Nash                       |                |
| 2003 | Hulk                          | Elizabeth "Betty" Ross            |                |
| 2003 | House of Sand and Fog         | Katherine "Kathy" Niccolo         |                |
| 2005 | Dark Water                    | Dahlia Williams                   |                |
| 2006 | Little Children               | Katherine "Kathy" Adamson         |                |
| 2006 | Blood Diamond                 | Madeleine "Maddy" Bowen           |                |
| 2007 | Reservation Road              | Grace Learner                     |                |
| 2008 | The Day the Earth Stood Still | Helen Benson                      |                |
| 2008 | Inkheart                      | Roxanne                           | Cameo          |
| 2009 | He's Just Not That Into You   | Janine Gunders                    |                |
| 2009 | 9                             | 7                                 | Chỉ lồng tiếng |
| 2009 | Creation                      | Emma Darwin                       |                |
| 2010 | Virginia                      | Virginia                          |                |
| 2011 | The Dilemma                   | Elizabeth "Beth"                  |                |
| 2011 | Salvation Boulevard           | Gwen Vanderveer                   |                |
| 2012 | Stuck in Love                 | Erica                             |                |
| 2014 | Winter's Tale                 | Virginia Gamely                   |                |
| 2014 | Aloft                         | Nana Kunning                      |                |
| 2014 | Noah                          | Naameh                            |                |
| 2014 | Shelter                       | Hannah                            |                |
| 2016 | American Pastoral             | Dawn Dwyer                        |                |
| 2017 | Người Nhện: Trở về nhà        | Karen / Suit Lady                 | Chỉ lồng tiếng |
| 2017 | Only the Brave                | Amanda Marsh                      |                |
| 2019 | Alita: Thiên thần chiến binh  | Dr. Chiren                        |                |
| 2022 | Phi công siêu đẳng Maverick   | Penelope "Penny" Benjamin         |                |